# 湯姆叔叔的小屋 (1987年電影)
《湯姆叔叔的小屋》（英語：Uncle Tom's Cabin）是一部1987年美國劇情電視電影，改編自哈里特·伊丽莎白·比彻·斯托的1852年同名小說。電影由斯坦·萊森執導，埃弗里·布魯克斯、布魯斯·鄧恩、菲莉西亚·拉沙德和愛德華·伍德沃德主演；劇情講述19世紀美國南部一群奴隸的冒險故事。《湯姆叔叔的小屋》1987年6月14日在Showtime電視網播出。

## 演員
- 埃弗里·布魯克斯飾演湯姆叔叔
- 布魯斯·鄧恩飾演奧古斯丁·聖克萊爾
- 菲莉西亚·拉沙德飾演伊麗莎
- 愛德華·伍德沃德飾演西蒙·萊格里
- 凱特·伯頓飾演奧菲莉亞
- 寶拉·凱利飾演凱西
- 喬治·科伊飾演謝爾比先生
- 山繆·傑克森飾演喬治·哈里斯
- 法蘭克·康文斯飾演商人
- 珍妮·劉易斯飾演伊凡傑琳·「小伊娃」·聖克萊爾
- ·拜爾飾演艾米琳
- 伊爾瑪·P·霍爾飾演媽咪

## 外部連結
- 互联网电影数据库（IMDb）上《湯姆叔叔的小屋》的资料（英文）
- 爛番茄上《湯姆叔叔的小屋》的資料（英文）